# Чуялуд
Чуялу́д (рос. Чуялуд) — присілок в Балезінському районі Удмуртії, Росія.

## Населення
Населення — 90 осіб (2010; 125 в 2002).
Національний склад станом на 2002 рік:
- удмурти — 90 %